# Alberto Tarantini
Alberto César Tarantini (Ezeiza, Buenos Aires, 3 de diciembre de 1955) es un exfutbolista argentino que se desempeñaba en la posición de Lateral izquierdo y también se desempeñó como zaguero central. Es considerado uno de los mejores laterales izquierdo de la historia del fútbol argentino junto a jugadores como Silvio Marzolini.
Surgido de las divisiones inferiores de Boca Juniors, debutó en el equipo «xeneize» en el año 1973, a la edad de 17 años. Con el conjunto de la ribera conquistó un total de tres títulos, que incluyen el Campeonato Nacional de 1976, así como el Campeonato Metropolitano de ese mismo año.
Su mayor logro con el club «xeneize» fue la Copa Libertadores 1977, conquistada frente al Cruzeiro de Brasil, en lo que significaría la primera obtención del máximo torneo continental en la historia del club.
Al año siguiente fue transferido al Birmingham City de la Premier League inglesa. Mientras integraba las filas del club inglés, disputó la Copa Mundial de Fútbol de 1978, organizada y ganada por Argentina, consagrándose así como campeón del mundo y disputando todos los encuentros que disputó la Selección Argentina en lo que significó su primer Mundial de Fútbol. 
En el año 1979 volvió a la Argentina, para jugar en Talleres de Córdoba, se mantuvo en el conjunto cordobés durante una temporada, para pasar al año siguiente al Club Atlético River Plate, en donde obtendría dos títulos; el Campeonato Metropolitano en el año 1980 y el Campeonato Nacional en 1981.
En el año 1983 continuó su carrera en Francia, primero en el club Bastia y luego en el Toulouse.
Finalmente se retiró en el St. Gallen de Suiza, en el año 1989, poniendo así fin a una exitosa carrera.

## Biografía

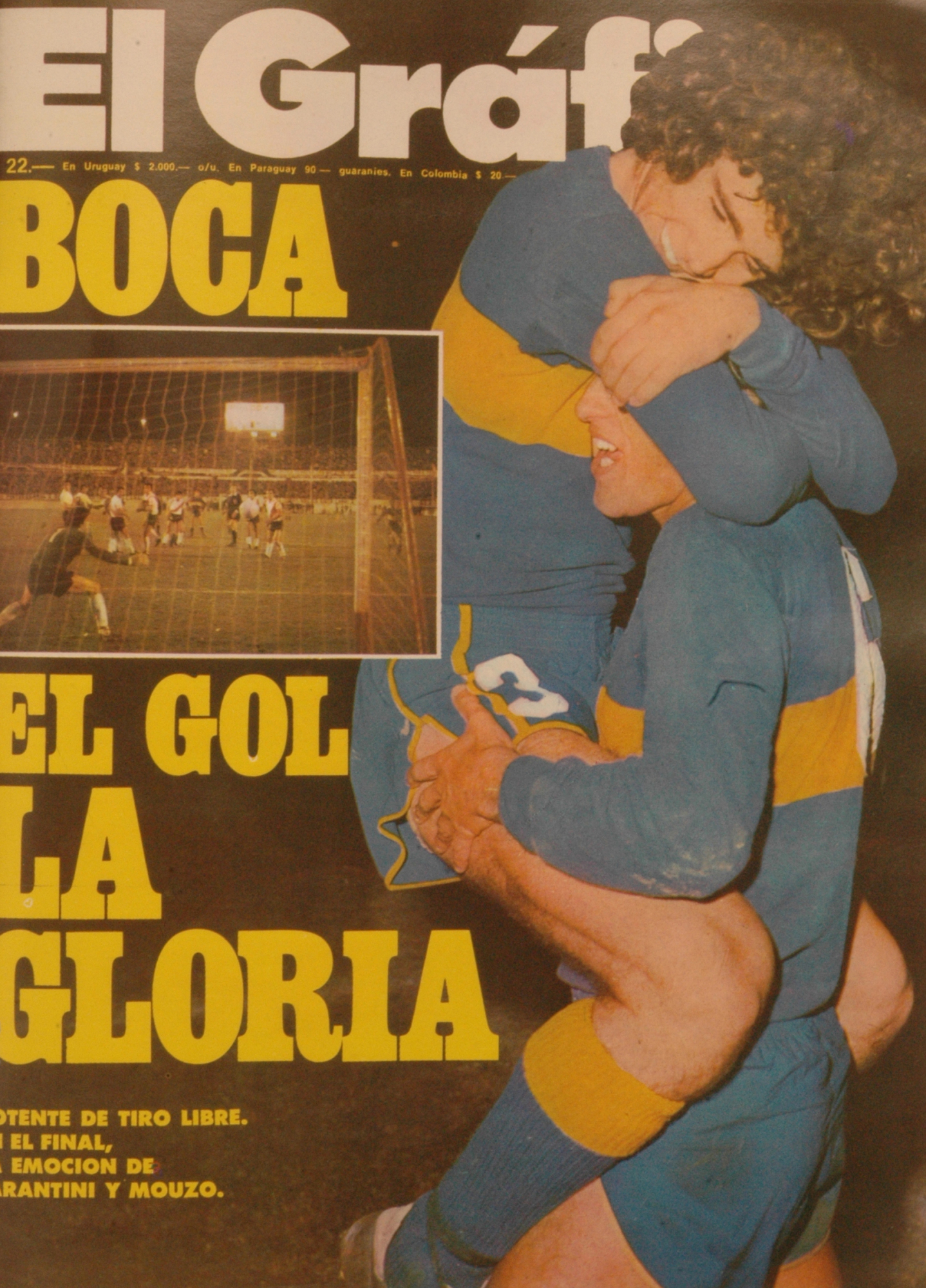
Potente, Tarantini y Mouzo en 1975.

Su carrera deportiva comenzó en las divisiones inferiores de Boca Juniors, debutando en el primer equipo el 8 de julio de 1973 en una victoria por 2 a 0 frente a Rosario Central. En la institución porteña se convirtió en un sólido defensor, y consiguió el Campeonato Nacional de 1976, el Campeonato Metropolitano de ese mismo año y la Copa Libertadores 1977. A fines de ese año tuvo una pelea con los dirigentes del club, en especial con el presidente Alberto J. Armando, y quedó libre.
Tras el Mundial de 1978, fue contratado por el Birmingham City donde tuvo una pobre actuación. Tras una temporada en la que jugó 23 partidos, fue transferido a Talleres de Córdoba, jugando para esa institución la temporada 1979-80. Luego fue transferido a River Plate, donde se mantuvo durante tres años logrando un buen rendimiento. Con los millonarios conseguiría el Campeonato Metropolitano de 1980 y el Campeonato Nacional de 1981, y en 1983 sería vendido al Bastia. Tras jugar dos temporadas sería transferido al Toulouse. En 1988 jugaría para el St. Gallen, donde finalizaría su carrera futbolística.
En 2014 se incorporó como comentarista de Fútbol para todos hasta su finalización en 2017.

### Selección nacional
Con la Selección de Argentina disputó 61 encuentros oficiales, convirtiendo un gol. Integraría el plantel que consiguió la primera Copa del Mundo, en el Mundial de 1978 jugado en Argentina, donde convirtió uno de los goles del partido que Argentina le ganó 6 a 0 a Perú. También estuvo presente durante el Mundial de 1982 realizado en España.

### Vida Personal
Después de colgar las botas, su amor por la vida nocturna lo metió en algunos problemas, incluido un cargo por posesión de drogas. Detenido en 1996 por posesión de cocaína, fue encarcelado. El caso parece implicar a Guillermo Coppola, agente de Maradona. Sus tres meses de prisión se debieron supuestamente a su participación en un caso que involucraba a policías y jueces corruptos.

### Participaciones en Copas del Mundo
| Mundial                        | Sede      | Resultado     | Partidos | Goles |
| ------------------------------ | --------- | ------------- | -------- | ----- |
| Copa Mundial de Fútbol de 1978 | Argentina | Campeón       | 7        | 1     |
| Copa Mundial de Fútbol de 1982 | España    | Segunda Ronda | 5        | 0     |

## Trayectoria
| Club                     | País       | Año       |
| ------------------------ | ---------- | --------- |
| C.A. Boca Juniors        | Argentina  | 1973-1978 |
| Birmingham City FC       | Inglaterra | 1978-1979 |
| C.A. Talleres de Córdoba | Argentina  | 1979-1980 |
| C.A. River Plate         | Argentina  | 1980-1983 |
| SC Bastia                | Francia    | 1983-1985 |
| Toulouse FC              | Francia    | 1985-1988 |
| FC St. Gallen            | Suiza      | 1988-1989 |

## Palmarés

### Títulos nacionales
| Título           | Club              | Sede         | Año    |
| ---------------- | ----------------- | ------------ | ------ |
| Primera División | C.A. Boca Juniors | Buenos Aires | M-1976 |
| Primera División | C.A. Boca Juniors | Avellaneda   | N-1976 |
| Primera División | C.A. River Plate  | Buenos Aires | M-1980 |
| Primera División | C.A. River Plate  | Buenos Aires | N-1981 |

### Títulos internacionales
| Título                       | Club (*)            | Sede         | Año  |
| ---------------------------- | ------------------- | ------------ | ---- |
| Copa Libertadores de América | C.A. Boca Juniors   | Montevideo   | 1977 |
| Copa Mundial de la FIFA      | Selección Argentina | Buenos Aires | 1978 |